# Heinz Fiebig
Pour les articles homonymes, voir Fiebig.
Heinz Fiebig, né le 23 mars 1897 à Zaborze et mort le 30 mars 1964 à Seesen, est un Generalmajor allemand qui a servi au sein de la Heer dans la Wehrmacht pendant la Seconde Guerre mondiale.
Il a été récipiendaire de la croix de chevalier de la croix de fer. Cette décoration est attribuée pour récompenser un acte d'une extrême bravoure sur le champ de bataille ou un commandement militaire avec succès.

## Biographie
Heinz Fiebig commence sa carrière militaire peu après le début de la Première Guerre mondiale, le 21 août 1914 dans le 156e régiment d'infanterie (pl) . Avec ce régiment, il reste jusqu'à la fin de la guerre dans divers postes, notamment en tant que formateur et commandant de compagnie adjudant de bataillon, aussi longtemps. En 1915, il est promu Leutnant (lieutenant), grade qu'il garde jusqu'à la fin de la guerre.
Pendant la République de Weimar, il reste dans la Reichswehr. Il sert dans diverses unités, la plupart du temps dans la 3e régiment (prussien) d'infanterie (de). Il est promu Hauptmann (capitaine) en 1931.

Après la prise du pouvoir par le Parti nazi en 1936, il devient Major. En 1939, il est promu au grade de Oberstleutnant (lieutenant-colonel). Fiebig a été plusieurs années de 1936 à 1939 instructeur à l'École de Guerre de Dresde.
Lorsque la Seconde Guerre mondiale éclate en 1939, il est commandant de bataillon dans le 192e régiment d'infanterie Le régiment est engagé dans la campagne de Pologne, mais n'est pas utilisé au combat. Dans la campagne occidentale en 1940, son unité combat aux Pays-Bas, en Belgique et en France avant de retourner en Allemagne. De novembre 1940 à mars 1941, Heinz Fiebig commande le 1er bataillon du Infanterie Regiment 575 de la 304. Infanterie-Division.

De mars 1941 à juin 1943, Heinz Fiebig est commandant du 448e régiment d'infanterie de la 137. Infanterie-Division pendant l'opération Barbarossa (guerre contre l'Union soviétique). Puis, il devient jusqu'en avril 1944, commandant de l'École des armes de la 4. Armee en Russie. Dans la même période, il est délégué à l'état-major de la 36e division d'infanterie, et plus tard, avec celui du 246e Division d'infanterie.

En avril 1944, Heinz Fiebig devient officier de réserve du Oberkommando des Heeres (OKH - Haut Commandement de l'Armée). À partir d'août 1944, il est commandement temporaire de la 712e division d'infanterie, puis fin septembre 1944 il est délégué avant de devenir commandant du 84e division d'infanterie. Il occupe ce poste de commandement jusqu'à la fin de la guerre. La division est détruite pendant cette période sur le front occidental pour la énième fois.
Heinz Fiebig est capturé le 8 mai 1945 par les forces britanniques dans la Lande de Lunebourg et est fait prisonnier de guerre. Le 9 janvier 1946, il est transféré du Island Farm Special Camp 11 vers Camp 1. Puis, le 19 janvier 1946, il est transféré au LDC (London District Cage) vers Island Farm Special Camp 11 et le 24 janvier 1946 de Island Farm Special Camp 11 vers  LDC. Le 17 décembre 1946, dernier transfert du LDC vers Island Farm Special Camp 11. Il est libéré en 1947

## Promotions
| Fahnenjunker               | 21 août 1914      |
| Fahnenjunker-Unteroffizier | 6 décembre 1914   |
| Leutnant                   | 23 janvier 1915   |
| Oberleutnant               | 31 juillet 1925   |
| Hauptmann                  | 1er avril 1931    |
| Major                      | 1er janvier 1936  |
| Oberstleutnant             | 1er mars 1939     |
| Oberst                     | 1er février 1942  |
| Generalmajor               | 1er décembre 1944 |

## Décorations
- Croix de fer (1914)
  - 2e classe (27 janvier 1916)
  - 1re classe (14 août 1917)
- Insigne des blessés (1918)
  - en noir
- Croix d'honneur pour combattants 1914-1918
- Médaille allemande des Jeux olympiques de 1936 (de) 2e classe
- Aigle de Silésie
  - 2e classe
  - 1re classe
- Médaille de service de la Wehrmacht
  - 3e classe (croix de 25 années de service)
  - 1re classe (médaille de 12 années de service)
- Médaille des Sudètes
- Croix du Mérite de guerre (1939) 2e classe avec glaives
- Agrafe de la croix de fer (1939)
  - 2e classe (25 juin 1941)
  - 1re classe (10 juillet 1941)
- Médaille du Front de l'Est (16 juillet 1942)
- Insigne de combat d'infanterie en argent (18 mars 1942)
- Croix allemande en or le 28 février 1942 en tant que Oberstleutnant et Commandant du Infantry Regiment 448.
- Croix de chevalier de la croix de fer
  - Croix de chevalier le 8 mai 1945 en tant que Generalmajor et Commandant de la 84. Infanterie-Division.